# Miguel Ángel Lemme
Miguel Ángel Lemme (Buenos Aires, Argentina; 4 de abril de 1953) es un exfutbolista y actual director técnico argentino. Jugaba como mediocampista central y su primer equipo fue Talleres de Remedios de Escalada. Su último club antes de retirarse fue Estudiantes de Caseros.
Amigo personal de Carlos Salvador Bilardo, lo acompañó hasta sus últimos días de vida.

## Clubes

### Como jugador
| Club                      | País      | Año       |
| ------------------------- | --------- | --------- |
| Talleres (R. de Escalada) | Argentina | 1974-1976 |
| Flandria                  | Argentina | 1976-1978 |
| Tigre                     | Argentina | 1979-1980 |
| Unión de Santa Fe         | Argentina | 1980      |
| Tigre                     | Argentina | 1981      |
| Loma Negra de Olavarría   | Argentina | 1981      |
| Estudiantes de La Plata   | Argentina | 1982      |
| Argentinos Juniors        | Argentina | 1983-1986 |
| Talleres de Córdoba       | Argentina | 1987      |
| Olimpo de Bahía Blanca    | Argentina | 1988      |
| Estudiantes de Caseros    | Argentina | 1988      |

### Como asistente técnico
| Club                    | País      | Año       |
| ----------------------- | --------- | --------- |
| Sevilla                 | España    | 1992-1993 |
| Selección de Libia      | Libia     | 2000      |
| Estudiantes de La Plata | Argentina | 2003-2004 |
| Selección Argentina     | Argentina | 2008-2009 |

### Como entrenador
| Club                | País      | Año       |
| ------------------- | --------- | --------- |
| Chacarita Juniors   | Argentina | 1993      |
| Deportivo Laferrere | Argentina | 1994      |
| Oriente Petrolero   | Bolivia   | 1998      |
| Olmedo              | Ecuador   | 1999      |
| Deportivo Morón     | Argentina | 2000-2001 |
| Atlanta             | Argentina | 2002      |
| Marathón            | Honduras  | 2003      |
| Brown de Adrogué    | Argentina | 2006      |
| Selección Sub-15    | Argentina | 2011-2013 |
| Selección Sub-17    | Argentina | 2014-2015 |

## Palmarés

### Como jugador

#### Campeonatos nacionales
| Título             | Club                    | País      | Año    |
| ------------------ | ----------------------- | --------- | ------ |
| Primera División B | Tigre                   | Argentina | 1979   |
| Primera División   | Estudiantes de La Plata | Argentina | M-1982 |
| Primera División   | Argentinos Juniors      | Argentina | M-1984 |
| Primera División   | Argentinos Juniors      | Argentina | N-1985 |

#### Copas internacionales
| Título            | Club               | Sede     | Año  |
| ----------------- | ------------------ | -------- | ---- |
| Copa Libertadores | Argentinos Juniors | Asunción | 1985 |